# Хаменгкубувоно IX
Хаменгкубуво́но IX, полностью Шри Султа́н Хаменгкубуво́но IX (индон. Sri Sultan Hamengkubuwono IX); также Хаменгкубувана IX, ХБ IX (индон. Hamengkubuwono IX, Hamengkubuwana IX, HB IX); имя при рождении Раден Мас Дородьятун (индон. Raden Mas Dorodjatun; 12 апреля 1912 — 2 октября 1988) — индонезийский политический деятель, национальный герой Индонезии. Султан Джокьякарты (1940—1988), губернатор Джокьякарты (1945—1988), вице-президент Индонезии (1973—1978). В разное время также занимал посты министра-координатора по экономическим вопросам и министра обороны.

## Ранние годы жизни
Хаменгкубувоно родился в Джокьякарте в семье Гасти Панджерана, принца Пурубойо (индон. Gusti Pangeran Haryo Puruboyo) и Раден Адженг Кустиллах (индон. Raden Ajeng Kustillah). Когда ему было три года, его отец вступил на трон Джокьякарты под именем Хаменгкубувоно VIII и провозгласил мальчика наследным принцем.
В четыре года юный наследный принц стал воспитываться в голландской семье, где получил среднее образование. В 1931 году, после его завершения Хаменгкубувоно IX отправился в Нидерланды, где изучал экономику в Лейденском университете. В 1939 году он вернулся в Индонезию.

## Султан Джокьякарты
После смерти Хаменгкубувоно VII в октябре 1939 года его сын стал новым султаном Джокьякарты под именем Хаменгкубувоно IX. Церемония коронации состоялась 18 марта 1940 года. Полный титул нового султана звучал как Сампейян Далем Ингканг Синувун Кандженг Султан Хаменгкубувоно Сенопати Инг Алонго Нгабдуррахман Сайидин Панотогомо Кхолифатуллах Ингканг Капинг Сонго (индон. Sampeyan Dalem Ingkang Sinuwun Kanjeng Sultan Hamengkubuwono Senopati Ing Alogo Ngabdurrakhman Sayidin Panotogomo Kholifatullah Ingkang Kaping Songo).

Во время своей коронационной речи он сказал: 
Несмотря на то, что я получил образование на Западе, я — яванец, и всегда буду яванцем"

С ноября 1939 по март 1940 года шли переговоры между 28-летним султаном и 60-летним губернатором Люсьеном Адамом (нидерл. Lucien Adam). Было достигнуто соглашение, основными условиями которого стали:
1. Султан не соглашался с тем, что его премьер-министр (яв. Patih Danureja) будет подчиняться голландской администрации
2. Султан не соглашался, что половина его советников будут назначены голландской администрацией
3. Султан не соглашался, что его армия будет подчиняться голландскому командованию

Вскоре после заключения соглашения немецкие войска в мае 1940 года оккупировали Нидерланды. Спустя около двух лет, в феврале 1942 года Индонезию заняли японские войска.
Во время правления Хаменгкубувоно IX в султанате Джокьякарта произошла значительная демократизация. Местным руководителям было предоставлено больше полномочий, также более независимой от исполнительной власти стала судебная система. Султан отказался от некоторых придворных церемоний, которые, по его мнению, уже устарели. После японского вторжения султану предложили эмигрировать в Нидерланды или Австралию, но Хаменгкубувоно отказался от этого предложения, заявив, что должен быть со своим народом в это трудное время. Во время оккупации султан не позволил японцам отправлять жителей Джокьякарты на строительство железных дорог в Бирме.

## Война за независимость Индонезии

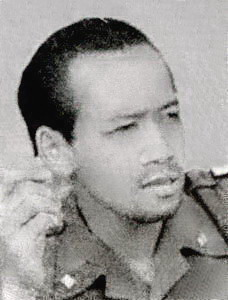
Хаменгкубувоно IX во время Войны за независимость Индонезии, 1940-е годы

После того, как 17 августа 1945 года была обнародована Декларация независимости Индонезии, Хаменгкубувоно IX вместе с Паку Аламом VIII, принцем Пакуаламана, поддержал создание нового государства. Руководство Республики Индонезия высоко оценило их поддержку, назначив Хаменгкубувоно губернатором Джокьякарты, а Паку Алама VIII — вице-губернатором. Джокьякарте был присвоен статут Специального региона в составе Индонезии. Кроме того, Хаменгкубувоно IX во время войны за независимость Индонезии занимал пост военного губернатора Джокьякарты и министра обороны Индонезии.
Когда Нидерланды начали войну против Республики Индонезия с целью вновь подчинить себе свою бывшую колонию, Хаменгкубувоно принял активное участие в сопротивлении колонизаторам. В начале 1946 года столица Индонезии была перенесена из Джакарты в Джокьякарту; султан также оказал финансовую поддержку индонезийскому правительству. Во время переговоров между голландцами и индонезийским правительством Хаменгкубувоно входил в состав индонезийской делегации. 21 декабря 1948 года голландцы заняли Джокьякарту, Сукарно и Мохаммад Хатта, президент и вице-президент Индонезии, были захвачены в плен голландскими войсками. Хаменгкубувоно остался в городе и продолжил править им как султан. Голландцы намеревались сделать Джокьякарту столицей государства Центральная Ява и назначать султана главой государства, но Хаменгкубувоно отказался сотрудничать, что значительно ухудшило отношения между ним и колониальными властями.
В начале 1949 года Хаменгкубувоно предложил командованию индонезийской армии начать генеральное наступление на Джокьякарту для освобождения города от голландских войск. Это наступление, по замыслу султана, должно было показать всему миру, что Индонезия продолжает сопротивление и не собирается сдаваться. Идея султана была передана генералу Судирману, который поддержал её. В феврале 1949 года Хаменгкубувоно встретился с подполковником Сухарто, будущим президентом Индонезии, назначенным командующим войсками, участвующими в наступлении. Они обсудили детали предстоящей операции, вскоре началась подготовка к наступлению. Согласно плану, партизаны атаковали голландские войска, размещённые в Джокьякарте, с целью выманить их из города. 1 марта 1949 года в 6:00 войска Сухарто начали общее наступление, которое застало голландцев врасплох. Хаменгкубувоно разрешил войскам пользоваться своим дворцом в качестве укрытия. Индонезийские войска сохраняли контроль над Джокьякартой в течение шести часов, позже они были вынуждены отступить. Наступление под Джокьякартой привлекло внимание всего мира к голландско-индонезийскому конфликту, заставило ООН потребовать от Нидерландов признания независимости Индонезии.
30 июня 1949 года голландские войска окончательно оставили Джокьякарту. 27 декабря, после того, как независимость Индонезии была признана голландской королевой Юлианой во Дворце Дамбы в Амстердаме, Верховный комиссар Тони Ловинк официально передал Хаменгкубувоно контроль над Джокьякартой во дворце Koningsplein, позже переименованном во Дворец свободы (индон. Istana Merdeka).

## В правительстве Индонезии

Хаменгкубувоно IX на индонезийской банкноте

После того, как правительство Нидерландов признало независимость Индонезии, Хаменгкубувоно IX сохранил за собой пост губернатора Джокьякарты. Кроме того, больше двадцати лет он работал в правительстве Индонезии, где занимал следующие посты:
- В 1949—1951 и 1953 годах — министр обороны
- В 1951 году — заместитель премьер-министра
- В 1959 году — председатель Комитета государственного контроля,
- В 1960—1966 годах — председатель Государственного контрольного совета, министр координации развития, одновременно в 1966 году занимал должность министра туризма.

Также Хаменгкубувоно IX в разное время занимал должности председателя Индонезийского национального спортивного комитета (KONI) и председателя Совета патронов туризма.

## Приход к власти Сухарто
Во время событий 30 сентября 1965 года Хаменгкубувоно находился в Джакарте. Утром 30 сентября он встретился с Сухарто, который к этому времени стал генерал-майором и командующим индонезийской армией. В связи с тем, что местоположение президента Сукарно было неизвестно, Сухарто решил устранить Сукарно с поста президента и предложил Хаменгкубувоно пост в новом правительстве. Султан отверг это предложение.
После того, как в марте 1966 года Сухарто получил право управлять страной от имени Сукарно Хаменгкубувоно IX и Адам Малик поддержали его. Хаменгкубувоно IX был назначен министром экономики, Финансов, и промышленности, ему было поручено решение важнейших экономических проблем страны. Он занимал эту должность до 1973 года.

## Вице-президент Индонезии
После того, как в декабре 1956 года Мохаммад Хатта ушёл с поста вице-президента, этот пост остался вакантным. Когда в 1968 году Народный консультативный конгресс (НКК) избрал Сухарто президентом, новый вице-президент не был избран. Только в 1973 году, когда Сухарто переизбрали на второй срок, одновременно с ним был избран вице-президент — им стал Хаменгкубувоно.
К этому времени султан пользовался популярностью в Индонезии, поэтому его назначение вице-президентом было встречено спокойно. К тому же, он не принадлежал к военным, которые занимали большинство руководящих постов в администрации Сухарто. Ещё до своего официального избрания Хаменгкубувоно исполнял обязанности вице-президента, руководя Индонезией во время отсутствия Сухарто. Как вице-президент, он был назначен ответственным за благосостояние и экономическое положение страны.
Ожидалось, что в 1978 году Хаменгкубувоно будет вновь переизбран вице-президентом на новый срок, однако султан отказался от переизбрания, объяснив своё решение авторитарным стилем правления Сухарто и возросшей коррупцией. В это же время в стране начались акции протеста, протестующие требовали, чтобы Сухарто не переизбирали президентом. Протесты достигли пика в феврале 1978 года, когда студенты Бандунгского технологического университета (ITB) выпустили книгу, в которой приводилось несколько причин, по которым Сухарто не должен оставаться у власти. Когда Сухарто приказал войскам разогнать студенческие демонстрации и запретил книгу, Хаменгкубувоно не согласился с его действиями. В марте 1978 года Хаменгкубувоно отказался от должности вице-президента, на которую его вновь избрал НКК. Сухарто просил его остаться, но султан вновь отказался от занятия этой должности, сославшись на состояние здоровья.

## Участие в скаутском движении
Хаменгкубувоно IX был активным участником движения бойскаутов с того времени, когда Индонезия была голландской колонией, впоследствии он оказывал активную поддержку движению. В 1968 году Хаменгкубувоно IX был избран главой индонезийского движения бойскаутов. В 1973 году он был награждён Бронзовым волком — наградой Всемирной организации скаутского движения.

## Семья и увлечения
Хаменгкубувоно никогда не был женат. Он имел четырёх наложниц, от которых у него был 21 ребёнок. Султан любил готовить, возглавлял неофициальный клуб любителей кулинарии, в который входили и члены его кабинета министров. Также он был поклонником литературных произведений и фильмов в стиле уся.

## Память
Хаменгкубувоно IX умер 1 октября 1988 года в США, в медицинском центре Университета Джорджа Вашингтона и был похоронен в Имогири, в фамильной усыпальнице султанов Джокьякарты. Его преемником стал его сын Раден Мас Херджуно Дарпито (индон. Raden Mas Herdjuno Darpito), принявший имя Хаменгкубувоно X. Посмертно ему было присвоено звание Национального героя Индонезии. Во дворце султана Джокьякарты есть музей, посвящённый ему.

## Награды
- Национальный герой Индонезии
- Орден Звезды Махапутра 2 степени
- Орден Партизанской звезды 2 степени
- Командор Ордена Оранских-Нассау
- Кавалер Большого Креста Ордена Нидерландского Льва
- Кавалер Большого Креста ордена «За заслуги перед Федеративной Республикой Германия»
- Рыцарь Большого Креста Ордена Белого Слона
- Кавалер Ордена Восходящего Солнца 1 класса
- Рыцарь Большого Креста Ордена Святого Михаила и Святого Георгия